# Tom Beetz
Tom Beetz (ur. 12 grudnia 1986 roku w Suhl) – niemiecki narciarz, specjalista kombinacji norweskiej, czterokrotny medalista mistrzostw świata juniorów.

## Kariera
Po raz pierwszy na arenie międzynarodowej Tom Beetz pojawił się 18 stycznia 2003 roku, kiedy wystartował w zawodach FIS Race w Villach. Zajął wtedy 22. miejsce w konkursie rozgrywanym metodą Gundersena. W 2005 roku wystartował na Mistrzostwach Świata Juniorów w Rovaniemi zdobywając wspólnie z kolegami z reprezentacji złoty medal w sztafecie. Największe sukcesy w tej kategorii wiekowej osiągnął jednak podczas Mistrzostw Świata Juniorów w Kranju, gdzie złoto zdobył w sztafecie i sprincie, a w Gundersenie był drugi.
W Pucharze Świata zadebiutował 4 marca 2006 roku w Lahti, gdzie zajął 40. miejsce w Gundersenie. Pierwsze pucharowe punkty wywalczył dopiero dwa lata później, 26 stycznia 2008 roku w Seefeld, zajmując 24. miejsce w sprincie. W sezonie 2007/2008 punktował jeszcze czterokrotnie i w klasyfikacji generalnej zajął ostatecznie 38. miejsce. Równocześnie startuje w zawodach Pucharu Kontynentalnego, w którym odnosi większe sukcesy. Dwa razy stanął na podium zawodów tego cyklu - 12 i 13 stycznia 2008 roku w Libercu był trzeci, odpowiednio w Gundsersenie i sprincie. W klasyfikacji generalnej sezonu 2007/2008 zajął dziewiąte miejsce, co jest jego najlepszym wynikiem w PK.
Jego brat Christian także uprawia kombinację norweską.

## Osiągnięcia

### Mistrzostwa świata juniorów
| Miejsce | Dzień    | Rok  | Miejscowość | Konkurencja           | Wynik zwycięzcy | Strata      | Zwycięzca      |
| ------- | -------- | ---- | ----------- | --------------------- | --------------- | ----------- | -------------- |
| 10.     | 22 marca | 2005 | Rovaniemi   | Gundersen HS100/10 km | 25.56.6 min     | +3:18.2 min | Petter Tande   |
| 1.      | 24 marca | 2005 | Rovaniemi   | Sztafeta HS100/4x5    | 44:17.1 min     | -           | -              |
| 2.      | 1 lutego | 2006 | Kranj       | Gundersen HS109/10 km | 29:59.9 min     | +47.7 s     | François Braud |
| 1.      | 3 lutego | 2006 | Kranj       | Sztafeta HS109/4x5    | 55:42.3 min     | -           | -              |
| 1.      | 5 lutego | 2006 | Kranj       | Sprint HS109/5 km     | 13:06.3 min     | -           | -              |

### Puchar Świata

#### Miejsca w klasyfikacji generalnej
- sezon 2007/2008: 38.
- sezon 2008/2009: 45.

#### Miejsca na podium chronologicznie
Jak dotąd Beetz nie stał na podium indywidualnych zawodów Pucharu Świata.

### Puchar Kontynentalny

#### Miejsca w klasyfikacji generalnej
- sezon 2004/2005: 27.
- sezon 2005/2006: 34.
- sezon 2006/2007: 71.
- sezon 2007/2008: 9.
- sezon 2010/2011: 44.

#### Miejsca na podium chronologicznie
| Nr | Data             | Miejscowość | Konkurencja           | Wynik zwycięzcy | Pozycja | Strata  | Zwycięzca        |
| -- | ---------------- | ----------- | --------------------- | --------------- | ------- | ------- | ---------------- |
| 1. | 12 stycznia 2008 | Liberec     | Gundersen HS134/15 km | 37:58.6 min     | 3.      | +55.2 s | Mikko Kokslien   |
| 2. | 13 stycznia 2008 | Liberec     | Sprint HS134/7.5 km   | 17:14.2 min     | 3.      | +15.1 s | Marco Pichlmayer |